# 白银哈尔站
白银哈尔站是一个集二铁路上的铁路车站，位于内蒙古自治区苏尼特右旗巴彦朱日和苏木，建于1954年，目前为四等站，邮政编码为012518。目前客运：办理旅客乘降；行李、包裹托运；货运：办理整车货物发到。